# John Adolph Shafer
John Adolph Shafer ( 23 de febrero de 1863 - 1 de febrero de 1918) fue un botánico estadounidense.

## Biografía
Nació en Pittsburgh (Pensilvania) en 1863. Se graduó en la Pittsburgh School, en Farmacia, en 1881. Trabajó como farmacéutico, luego de su matrimonio con Martha Tischer, en 1888.
En 1897, es nombrado curador en la "Sección de Botánica" del Carnegie Museum of Natural History, y en 1904, también es nombrado curador del museo en el Jardín Botánico de Nueva York.
En 1895, recibe el grado honorario de Doctor en Farmacia.
Realizó extensas expediciones de recolección de especímenes biológicos a Cuba entre 1903 a 1912, visitando en esa época también Montserrat, Puerto Rico, Vieques, Islas Vírgenes (St. Thomas, St. John, Tórtola, Virgen Gorda), Anegada, para finalmente, entre 1916 a 1917 recorrer Argentina y Paraguay.

## Honores
Es conmemorado en los nombres de los géneros Shafera y Shaferocharis.
- La abreviatura «Shafer» se emplea para indicar a John Adolph Shafer como autoridad en la descripción y clasificación científica de los vegetales.[1]